# Бејзбол репрезентација Србије
Бејзбол репрезентација Србије представља Србију у међународним такмичењима у бејзболу. Налази се под контролом Бејзбол савеза Србије.